# Эфендиева, Гюллер Эльдар кызы
Гюллер Эльдар кызы Эфендиева (азерб. Güllər Eldar qızı Əfəndiyeva) — азербайджанская ковроткачиха.

## Биография
Гюллер Эфендиева родилась в 1880 году в селе Чичи (ныне — село в Губинском районе Азербайджана).
Жила и работала в селе Пиребедиль (ныне — село в Шабранском районе Азербайджана). Сотканный ею ковёр «Герат-Пиребедил» был удостоен золотой медали на проходившей в конце 80-х гг. выставке во Франции. Такие её ковры как «Пиребедилбурма», «Аггюльчичи», «Хырдагюльчичи», а также небольшие покрывала для седла отличаются колоритом.
Скончалась Гюллер Эфендиева 15 июля 1970 года в городе Куба.